# Pincérlány – Édesen is csípős
A Pincérlány – Édesen is csípős (eredeti cím: Waitress) egy 2007-es amerikai vígjáték filmdráma, amelyet  Adrienne Shelly írt és rendezett, és amelynek főszereplője Keri Russell. Az író-rendezőnő, Adrienne Shelly, nem sokkal a bemutató előtt gyilkosság áldozata lett. 

## Cselekmény
|  | Alább a cselekmény részletei következnek! |

A pincérnő Jenna Hunterson boldogtalan házasság csapdájában, bántalmazó férjével, Earl-lel. A Joe Pitéje étteremben dolgozik, ahol pitét süt szolgál fel. Jenna arra vágyik, hogy elmeneküljön a házasságából, és  titokban pénzt gyűjt, hogy ezt megtehesse. Menekülési reményeit egy közeli városban megrendezett piteversenyhez fűzi, amelynek fődíja 25 000 dollár. A férje azonban nem engedi el. Egy nap Jenna megtudja, hogy teherbe esett. Jenna egyetlen barátja a munkatársai, Becky és Dawn, valamint Joe, az étterem tulajdonosa, aki Jenna rendszeres vendége. Jenna élete megváltozik, miután megismerkedik új szülészorvosával, Jim Pomatterrel. A férfi azért költözött ebbe a városba, hogy elszállásolja a feleségét, aki a helyi kórházban végzi a rezidensképzést. A doktor és a nő vonzódik egymáshoz, és a több szülés előtti találkozó során a vonzalom egyre erősödik. Végül szeretők lesznek. Amikor Earl megtudja, hogy terhes, azt követeli Jennától, hogy ígérje meg, hogy soha nem fogja jobban szeretni a babát, mint őt. Dawn esküvőjén a vendéglőben Earl megzavarja az ünnepséget, és követeli, hogy Jenna azonnal menjen vele. Earl hazaviszi Jennát, és szembesíti őt, miután megtalálta az eldugott pénzt. Jenna vonakodva azt mondja, hogy a pénzt a babára szánta. Zavarában Dr. Pomatterhez menekül. Miközben arról fantáziálnak, hogy együtt elmenekülnek, Jenna magzatvize elfolyik. A kórházban Jenna találkozik munkaadójával, Joe-val aki átad neki egy borítékot azzal az utasítással, hogy csak akkor nyissa ki, ha már a baba megszületett. Legnagyobb megdöbbenésére Dr. Pomatter felesége is üdvözli, aki éppen a többi rezidenssel nézi a szülést. Jenna kislánynak ad életet. Amikor először tartja a kezében az újszülöttet, Jenna kételyei teljes kötődéssé változnak a lányához, akit Lulunak nevez el. Earl, aki csalódott, hogy nem fiú született, emlékezteti Jennát az ígéretére, hogy nem szeretheti jobban a gyereket mint őt. Jenna azt mondja férjenek, hogy már évek óta nem szereti őt, nem tűri tovább a bántalmazását, és válni akar. Earl feldühödve megpróbálja megtámadni Jennát, de a biztonsági személyzet kikíséri a kórházból. Később, amikor Jenna arra készül, hogy elhagyja a kórházat, mivel Earl megtorlásként nem hajlandó kifizetni az orvosi számláit, amiért kirúgták, Becky és Dawn tájékoztatja, hogy Joe kómába esett a műtétje során. Jennának ekkor jut eszébe Joe borítéka. Ebben talál egy kártyát, rajza rajzával, „Az egyetlen barátomnak, kezdj új életet” felirattal, valamint egy csekket 270 450 dollárról. A kórházból távozva Dr. Pomatter a jövőjükről kérdezi a nőt. Jenna úgy dönt, hogy véget vet a kapcsolatuknak. Jenna később megnyeri a Pite sütő versenyt, és a vendéglőből egy új éttermet csinál „Lulu's pitéje” néven, és ő és a kislánya boldogan hazasétálnak.
|  | Itt a vége a cselekmény részletezésének! |

## Szereplők
| Szerep           | Színész         | Magyar hang      |
| ---------------- | --------------- | ---------------- |
| Jenna Hunterson  | Keri Russell    | Major Melinda    |
| Dr. Jim Pomatter | Nathan Fillion  | Hevér Gábor      |
| Becky            | Cheryl Hines    | Pokorny Lia      |
| Dawn             | Adrienne Shelly | Ősi Ildikó       |
| Ogie             | Eddie Jemison   | Lippai László    |
| Cal              | Lew Temple      | Galbenisz Tomasz |
| Earl Hunterson   | Jeremy Sisto    | Damu Roland      |
| öreg Joe         | Andy Griffith   | Versényi László  |

## A film készítése
A forgatás 2005. november 28 és december 22. között zajlott Kaliforniában, főként Santa Claritaban. A filmet felvették a 2007-es Sundance Filmfesztiválra, bár a premierje „keserédes” volt, mert az író/rendezőt, Adrienne Shelly-t, aki Dawnt is játszotta a filmben, 2006. november 1-jén meggyilkolták, kevesebb mint három hónappal a bemutató előtt.  Az fesztiválon a film pozitív visszajelzéseket kapott, ezért a Fox Searchlight Pictures megvásárolta a forgalmazási jogokat 4-5 millió dollárért.

## Fogadtatás
A film a Rotten Tomatoes kritika-gyűjtő weboldalon a 171 kritika 89%-a pozitív, tehát általánosan tetszett a film a kritikusoknak.

## Fordítás
- Ez a szócikk részben vagy egészben  a   Waitress (2007 film) című angol Wikipédia-szócikk fordításán alapul.  Az eredeti cikk szerkesztőit annak laptörténete sorolja fel. Ez a jelzés csupán a megfogalmazás eredetét és a szerzői jogokat jelzi, nem szolgál a cikkben szereplő információk forrásmegjelöléseként.